# Hubert Szymczyński
Hubert Szymczyński (ur. 18 maja 1948 w Poznaniu, zm. 3 stycznia 2021 w Växjö) – polski wokalista, kompozytor i multiinstrumentalista. 

## Życiorys
Był absolwentem Wyższej Szkoły Muzycznej w klasie puzonu. Karierę rozpoczynał w 1967 roku jako puzonista w zespole jazzu tradycyjnego Bardowie. Później krótko współpracował z zespołem Tarpany, by następnie od stycznia do maja 1968 pracować w triu Hubertusy. Tam poznał wybitnego showmana, pianistę i wokalistę Wojciecha Skowrońskiego. Następnie podjął współpracę z Drumlersami, z którymi śpiewała m.in. Sonia Sulim, czyli Halina Frąckowiak, a na klawiszach grał Andrzej Mikołajczak. Od września do grudnia tego samego roku wraz ze Skowrońskim i Mikołajczakiem pojawił się w grupach Nowi Polanie i ABC (kierownictwo Andrzej Nebeski). Wtedy powstały pierwsze przeboje jego autorstwa tj. śpiewane przez Skowrońskiego 101–203, czy Ze mną bądź w wykonaniu własnym.
Po odejściu od Grupy ABC Szymczyński wrócił na studia. W grudniu 1969 roku założył zespół Tramp (pierwotna nazwa „Omen”), w którym pierwsze kroki stawiała piosenkarka Zdzisława Sośnicka. Grupa zadebiutowała w programie TVP Biała dama, a w styczniu 1970 roku wystąpiła w „Telewizyjnej Giełdzie Piosenki”.
Latem 1971 r. wszedł w skład zespołu Warta Quintet, grając tam na puzonie, gitarze basowej i śpiewając. Z formacją tą nagrał swoją pierwszą autorską płytę. Następnie z J. Kosmowskim (gitara basowa) grał w różnych trzyosobowych składach, tworzonych z często zmieniającymi się perkusistami, a byli to: Janusz Domański, Jerzy Bezucha i Eryk Kulm. Z początkiem 1973 roku muzyk reaktywuje grupę Tramp, w której znalazł się m.in. Tomasz Rostkowski (gitara basowa, gitara, flet) znany ze współpracy z zespołami 2 plus 1, Trubadurzy i Bractwo Kurkowe 1791. Później przez zespół przewinęli się muzycy przyszłego Ergo Bandu: Jerzy Kurek (gitara), czy Andrzej Tylec (perkusja). W swoim dorobku Tramp ma wiele nagrań radiowych i dużo zagranych koncertów, m.in. z 2 plus 1.
Do 1976 roku Szymczyński kierował również zespołem Ireny Jarockiej, w którym pojawiło się kilka sław polskiego jazzu i jego okolic (Podgórski, Gonciarczyk, Kaczmarski, Gogosz). Następnie muzyk związał się z funkowo-soulowym zespołem Ergo Band pod kier. Kazimierza Plewińskiego, znanego m.in. z wcześniejszej współpracy z zespołem Skowrońskiego Blues Trio.
W latach 1977–1981 był kierownikiem muzycznym poznańskiego Kabaretu TEY. Skomponował wtedy m.in. piosenkę Smutasy, mazgaje, którą wykonał Bohdan Smoleń), a także wiele innych. Podczas „IV Międzynarodowej Wiosny Estradowej” (5–6 maja 1979) pianista wystąpił z własnym Hubert Bandem, w większości złożonym z muzyków kabaretu TEY. Zespół pozostawił po sobie nagrania radiowe.
W 1982 roku muzyk wyemigrował do Szwecji, gdzie stał się cenionym muzykiem, kompozytorem, pedagogiem i producentem, a ponadto właścicielem własnej firmy nagraniowej Chamber Sound.
W 2012 roku stowarzyszenie jazzowe miasta Växjö przyznało mu nagrodę "JazzOscar". 
Zmarł 3 stycznia 2021 roku.

## Dyskografia
- Piosenki Huberta Szymczynskiego Muza N0660
- Piosenki Huberta Szymczynskiego Polonia CD 184
- Classically Cool Live-Szymczynska W/Szymczynski H CSCD97021 Chamber Sound
- Jazzing the Classics Live-Szymczynska W/Szymczynski H CSCD99026 Chamber Sound
- The four seasons-Vivaldi Piazzolla CSCD01033 Chamber Sound
- Szymczynski Hubert – Piano Improvisations Tenderness CSCD05035 Chamber Sound
- Hubert meets Ewa – Romantic Evergreen-Szymczynski H/Stanko E CSCD12046 Chamber Sound
- Hubba Jazz Band Live at Lagerlunden 28 Januari 2006 CSCD12048 Chamber Sound
- Pelvin Live at mjödner 27 Mars, 1991  CSCD12049 Chamber Sound
- Szymczynski Hubert – Piano Improvisations Tenderness II CSCD14051 Chamber Sound
- Hubert meets Ewa – Romantic Evergreen-Szymczynski H/Stanko E CSCD14052 Chamber Sound